# Sebastiano Gesù
Sebastiano Gesù (Santa Venerina, 11 gennaio 1946 – Catania, 2 luglio 2018) è stato un critico cinematografico e storico del cinema italiano.

## Biografia
Storico e critico del cinema, fu anche docente a contratto di Storia e Critica del Cinema alla Facoltà di Lingue e Letterature Straniere dell'Università degli Studi di Catania e del Centro Sperimentale di Cinematografia nella sede di Palermo; svolse attività di ricerca sul rapporto tra la Sicilia e il Cinema. Fu consigliere nazionale del Centro Studi Cinematografici di Roma. Diresse numerosi festival di cinema oltre a essere vice-direttore artistico del Festival Internazionale del Cinema di Frontiera di Marzamemi. Dal 2004 al 2007 fece parte dell’Etna Filmcommission della Provincia Regionale di Catania. Dal 2005 al 2009 fu Direttore Artistico della Sezione Cinema di Etnafest. Collaborò con Carmen Consoli per la mostra e il concerto dedicati a Rosa Balistreri per la sezione World Music di Etnafest di Catania, e nel 2010 e 2016 con Kaballà (Pippo Rinaldi) per il tour del suo Album “Astratti Furori” curando allestimento dei video che accompagnavano le canzoni. Collaborò a riviste specializzate e alle pagine culturali dei quotidiani La Sicilia di Catania e La Repubblica di Palermo. Ha al suo attivo numerose pubblicazioni. Nel 2015 gli è stata conferita la cittadinanza onoraria della città di Vittoria.

## Filmografia
- 1991 La banda allo specchio di Salvatore Maira (cortometraggio), attore
- 2005 I ragazzi della Panaria di Nello Correale (lungometraggio), consulenza storica
- 2006 Il prestigiatore di Mario Cosentino (cortometraggio), attore
- 2006 Agente matrimoniale di Cristian Bisceglia (lungometraggio), attore
- 2010 Auguri don Gesualdo di Franco Battiato (mediometraggio), intervistato
- 2011 La voce di Rosa di Nello Correale (lungometraggio), consulenza storica
- 2016 Il Signore delle Nevi di Nello Correale (lungometraggio), consulenza storica

## Direzione festival
- Girando le Pagine, Santa Venerina-Ragusa (cinema Lumière, 2004).
- Festival internazionale del Cinema di Frontiera di Marzamemi (vice-direttore artistico)
- Un mare di Cinema di Lipari
- Dal 2013 al 2017 è stato Presidente del Festival cinematografico “Peace Film Festival” di Vittoria
- Ha collaborato per circa 7 anni con il Premio Efebo d’Oro di Agrigento per la sezione mostre e convegni
- Nel 2005 /2006 Ha fatto parte del Comitato Organizzatore del "CostaIbleaFilmfestival" a Ragusa
- Festival del Cinema del Reale - Acitrezza, 2007

## Attività di docenza
- È stato formatore per docenti nei Corsi di Cinema e Attività Multimediali organizzati dall’I.R.R.E. (Istituto Reg.le Ricerca Educativa di Palermo)
- Ha tenuto lezioni di Storia del Cinema nei corsi di formazione per docenti organizzati da Cinesicilia
- Ha condotto Laboratori Cinematografici: presso l’Università di Catania Facoltà di Scienze della Formazione cogestiti con l’AGIS Scuola per Docenti e Studenti presso l’Università di Catania Facoltà di Scienze Politiche– D.U. di Servizio Sociale; al Dams dell’Università Kore di Enna di Cinema e marketing del territorio; presso l’Università di Messina – (corsi di specializzazione Sissis) su Cinema e Storia; presso L’Università di Padova su Letteratura e Cinema in Sicilia
- Ha tenuto numerosi corsi di Formazione per alunni nelle scuole di ogni ordine e grado

## Pubblicazioni

### Autore
- La Sicilia della memoria – Cento anni di cinema documentario nell’isola, Maimone, Catania, 1999, ISBN 978-8877511348
- Cinemalie siciliane, Salarchi Immagini, Comiso, 2002,
- Stelle di Celluloide – Il personaggio femminile nel cinema italiano, Salarchi Immagini, Comiso, 2004
- L’Etna nel Cinema, Maimone, Catania, 2005, ISBN 978-8877512383
- Il Gattopardo di Luchino Visconti, cinquant’anni di Grandeur, 40due, Palermo, 2014, ISBN 978-8898115044
- Pietro Germi il siciliano, 40due, Palermo, 2014, ISBN 978-8898115075
- Oltre lo sguardo la memoria, Leonardo Sciascia e il cinedocumemtario, 40due, Palermo, 2016, ISBN 978-8898115112
- Pier Paolo Pasolini e l'Etna-Il silenzio e il grido, 40due, Palermo, 2016, ISBN 978-8898115310

### Coautore e curatore
- Salvatore Giuliano, Incontri con il Cinema, Maimone, Catania 1991
- E venne il cinematografo, Maimone, Catania 1994
- Le Madonie, cinema ad alte quote, Maimone, Catania 1995
- Vittorini e il cinema, EmRom, Siracusa, 1997
- Ercole Patti, un letterato al cinema, Maimone 2004
- La Sicilia tra Schermo e Storia, Maimone, Catania 2008
- Angelo Musco e il Cinema, Comune di Messina, 1987
- Pietro Germi e la Sicilia, Incontri di Acicatena, 1987
- Damiano Damiani la Sicilia e il Cinema, Incontri di Acicatena, 1988
- Vitaliano Brancati, Incontri di Acicatena, 1989
- Luigi Pirandello: la musa inquietante il Cinema, Bonanno, Acireale 1990
- Francesco Rosi, Maimone, Catania 1991
- Leonardo Sciascia, Maimone, Catania 1992
- Le maschere e i sogni scritti di Sciascia sul cinema, Maimone, Catania1992
- Cadaveri Eccellenti, Maimone, Catania 1993
- La Sicilia e il Cinema, Maimone, Catania 1993
- Verga e il Cinema, Maimone, Catania 1996
- La Sicilia di Pirandello nel cinema dei Taviani, Salarchi Immagini, Comiso 2000
- Placido Rizzotto di Pasquale Scimeca, Salarchi Immagini, Comiso 2001
- Film Kaos di Paolo e Vittorio Taviani, Salarchi Immagini, Comiso 2004
- La casa del nespolo: da Verga a Visconti, Salarchi Immagini, Comiso, 2004
- Il Consiglio d’Egitto di Emidio Greco, Salarchi Immagini, Comiso 2005
- La terra trema un film di Luchino Visconti, SalarchiImmagini, Comiso 2006
- Etica ed estetica dello sguardo – Il Cinema dei F.lli Dardenne, Maimone, Catania, 2006, ISBN 978-8877512345
- Raccontare i sentimenti – Il Cinema di G. Amelio, Maimone, Catania, 2007, ISBN  978-8877512741
- La terra dell’uomo di Gianfranco Mingozzi, Kurumuny, Lecce, 2008, ISBN 978-8895161198
- Il Melodramma al cinema, Maimone, 2009. ISBN  978-8877513045
- Oh! Dolci baci o languide carezze - La passione amorosa al cinema, Maimone, 2009, ISBN 978-8877513076
- La Bella Società foto di scena del film di G.P.Cugno, Lussografica, 2010
- È Pericoloso Sporgersi, catalogo retrospettiva Brogna Sonnino, Maimone, 2010
- Sulla Strada dei Mille Cinema e Risorgimento, Brancato editore, 2011, ISBN 978-8864010809

### Collaborazioni
- Ha curato le voci relative al cinema nell'Enciclopedia della Sicilia edita da FMR Franco Maria Ricci nel 2009
- Ha curato le voci relative al cinema nell'Enciclopedia Siciliane edita da EmRom di Siracusa a cura di Marinella Fiume